# Gammaracanthuskytodermogammarus loricatobaicalensis
Gammaracanthuskytodermogammarus loricatobaicalensis è stato per lungo tempo il nome scientifico più lungo mai stato proposto per un organismo vivente; non lo è più perché il "primato" è stato, nel 2020, conquistato dal Myxococcus llanfairpwllgwyngyllgogerychwyrndrobwllllantysiliogogogochensis, un batterio scoperto nei pressi di Llanfairpwllgwyngyllgogerychwyrndrobwllllantysiliogogogoch, comune gallese conosciuto per essere a sua volta uno dei toponimi più lunghi del mondo

## Tassonomia ed etimologia
Il G. loricatobaicalensis fu classificato nell'ordine Amphipoda (anfipodi). Il taxon fu classificato da Benedykt Dybowski nel 1927.
Il nome Gammaracanthuskytodermogammarus loricatobaicalensis deriva da componenti sia greci che latini, e si può approssimativamente tradurre in Gammarus dalla pelle di scudo spinosa del Lago Bajkal.
Comprendente 52 lettere, nella nomenclatura era considerato tra i taxa quello dal nome più lungo mai esistito. Fu invalidato dall'ICZN insieme ad altri taxa:
- Crassocornoechinogammarus crassicornis
- Parapallaseakytodermogammarus abyssalis
- Rhodophthalmokytodermogammarus cinnamomeus
- Toxophthalmoechinogammarus toxophthalmus.
- Zienkowiczikytodermogammarus zienkowiczi.

L'animale dal nome più lungo è, secondo una fonte specializzata, la Parastratiosphecomyia stratiosphecomyioides .